# Stellaria uchiyamana
Stellaria uchiyamana är en nejlikväxtart som beskrevs av Tomitaro Makino. Stellaria uchiyamana ingår i släktet stjärnblommor, och familjen nejlikväxter. Inga underarter finns listade i Catalogue of Life.